# 海滨旅馆
36°03′29.9″N 120°20′10″E / 36.058306°N 120.33611°E
海滨旅馆（德語：Strandhotel），又译“沙滩旅馆”、“海滨大饭店”，为青岛市内存在于二十世纪上半叶的一家滨海度假酒店，其旧址位于中国山东省青岛市市南区南海路23号，建造于1903-1904年，现为全国重点文物保护单位青岛德国建筑群的一部分。

## 历史

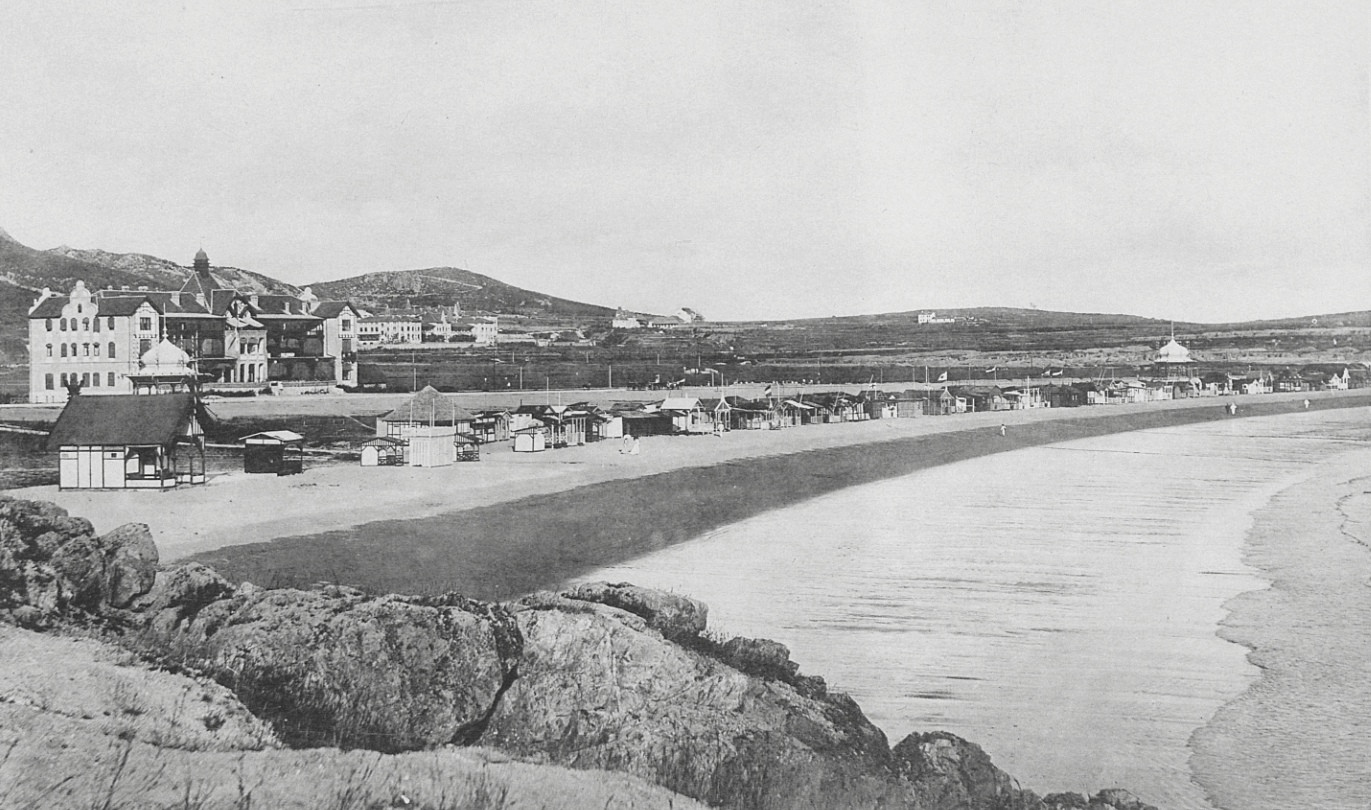
海滨旅馆与海水浴场，1904年

1897年德国占领青岛后，胶澳总督府于1901年将汇泉湾北侧的沙滩辟为海水浴场（即今青岛第一海水浴场），此后每年夏天都会有来自天津、上海、汉口，乃至香港、神户等城市的欧美侨民到此观光避暑。海水浴场开放之初，总督府即有计划招商引资，在此建设一座高档的海滨度假酒店，并要求该酒店应包含大量房间，设有餐厅与社交厅，配备一流的卫生基础设施等，要求该酒店在1903年6月1日前完工，而总督府在1908年前不会在此批准建造其他酒店。
1903年，由德商组建的青岛旅店业股份公司（Tsingtau Hotel Actien-Gesellschaft）在海水浴场北侧建设了海滨旅馆，其设计者不详，施工期不足一年，1904年夏季竣工并开门纳客。据《青岛及其近郊导游》（Führer durch Tsingtau und Umgebung）所述，该旅馆开业不久后的1904年7月，便有72名旅客因旅馆满员而无法入住。此后每年青岛旅游旺季来临之际，该旅馆的房间都会被订购一空。1911年，旅馆的所有者青岛旅店业股份公司因内部分歧而解散，旅馆被哈利洋行（Sietas, Plambeck & Co.）并购。
1912年9月末，卸任临时大总统不久的孙中山以全国铁路总督办的身份访问、视察青岛，下榻于海滨旅馆。孙中山于9月28日傍晚乘火车抵达青岛后入住海滨旅馆，其一行共40人包住了旅馆的16个房间。次日下午孙中山赴总督府拜会时任胶澳总督麦维德后，麦维德于傍晚在海滨旅馆礼节性回访。在青岛期间孙中山曾先后访问三江会馆、广东会馆、德华大学、胶海关等处，10月1日上午游览崂山后乘船离开青岛。

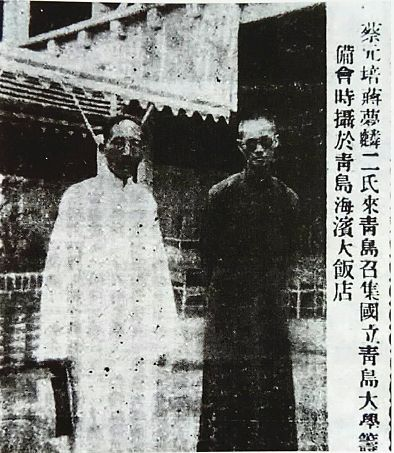
蔡元培与蒋梦麟在海滨旅馆留影

1914年6月萨拉热窝事件后，海滨旅馆的房间仍然被预定一空，大部分旅客直至8月4日英国对德国宣战后才撤离。同年11月日英联军占领青岛后，海滨旅馆作为敌产被日本陆军青岛守备军没收并拍卖。日本商人尼野源二郎等成立青岛大饭店株式会社，收购了海滨旅馆、海因里希亲王饭店、中和饭店等原德商饭店、旅馆，并于1915年4月开业。海滨旅馆成为青岛大饭店别馆，仍使用原名。不久后，尼野源二郎便因经营困难将海滨旅馆转让给合伙人大岛甚三。此后直至1945年日本投降，海滨旅馆始终由日商经营。据1919年出版的《青岛案内》所述，海滨旅馆内部根据日本人的需求进行了改造，在日本人中很受欢迎，但其主要客源仍为欧美侨民。
1929年7月8日下午，国立青岛大学（后改名国立山东大学）筹委会在海滨旅馆举行第二次会议，会议由时任中华民国教育部部长蒋梦麟主持，蔡元培、傅斯年、何思源、彭百川、杨振声、赵太侔等9位委员全部出席，此次会议基本确定了国立青岛大学的雏形。1945年8月日本投降后，海滨旅馆被同年10月登陆青岛的美国海军陆战队第6师征用，改为其下辖第22团和第29团的军官公寓及士兵之家。
1949年6月2日青岛解放后，海滨旅馆旧址被中国人民解放军接收，此后长期为部队用房。改革开放后，该建筑改为汇泉酒家，为青岛市房产管理局下属的酒店，后曾改名为汇泉富豪大酒店。1998年该酒店发起成立青岛汇泉湾股份有限公司后，其公司地址亦设于南海路23号海滨旅馆旧址。2000年，该建筑列入青岛市第一批历史优秀建筑。2002年，该建筑被青岛城市建设集团股份有限公司买下，改为该公司总部所在地，直至今日。2006年5月25日，该建筑列入第六批全国重点文物保护单位青岛德国建筑群扩展名单中。2010年11月12日，一座孙中山铜像在海滨旅馆旧址门前落成。2013年，青岛城建集团未经报批擅自修缮作为国家级文保单位的海滨旅馆旧址，且接到执法人员停工办理审批手续的要求后拒绝停工，被青岛市文化市场行政执法局罚款5万元。

## 建筑特色

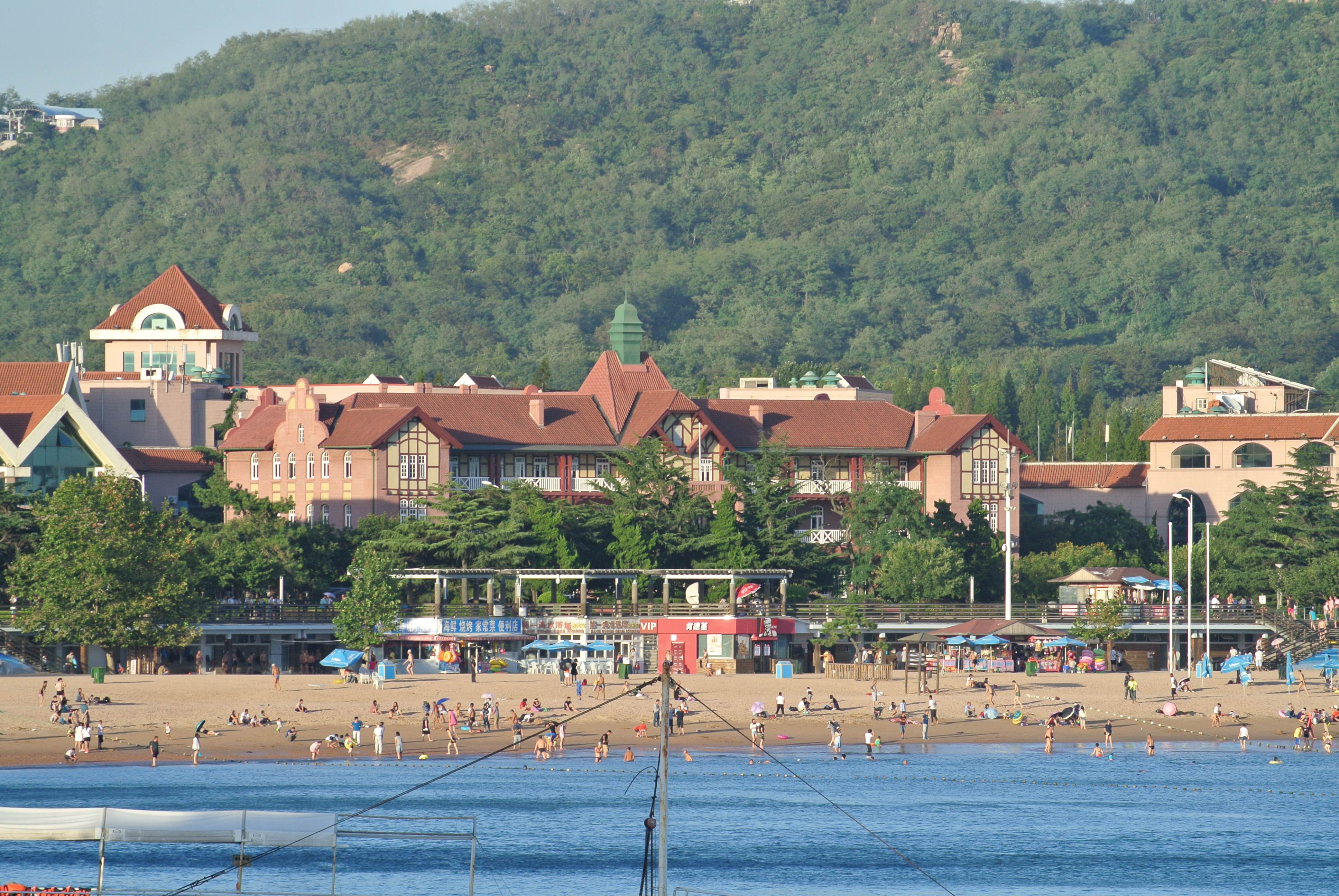
海滨旅馆旧址与海水浴场今貌

海滨旅馆旧址位于汇泉湾北侧，面临第一海水浴场，其后侧邻近汇泉广场（原汇泉跑马场）。该建筑建筑面积一说为4940.55平方米，一说为5694.29平方米，其占地面积据1913年青岛地籍图标注为5200平方米。
建筑体为砖木钢结构，平面总体呈“一”字形布局，主体地上三层，地下一层，层高约4米。墙基由花岗岩砌成，外墙大部分为红砖清水墙，局部为白粉墙，红瓦坡屋顶。正立面各层均设有木结构敞廊，两端向外突出。正门位于中央，并设突出的门厅，门厅设计为三座拱券式门洞，门厅上方为内阳台，以石柱装饰，顶部为露台。正立面中央及两端的檐口结合屋面起山墙，以半木构装饰。屋顶中央处理为折角，其顶端为标志性的塔楼。正门内侧为门厅，内设铁艺楼梯。建筑内设有31套附设阳台、浴室的双人客房，另有餐厅、会客厅、舞厅、游泳池和阅览室等设施。
其建筑整体带有德国中世纪建筑风格。因其主要使用砖木结构，而相对较少使用青岛地区常见的花岗岩作为建筑材料，该建筑被认为与青岛后来建成的大型建筑相比带有应急色彩，而其红砖清水墙与传统木结构搭配的外观给人带来赏心悦目的舒适感。德国学者托尔斯滕·华纳（Torsten Warner）认为该建筑总体上与德国东海岸各大浴场同时期修建的旅馆并无区别，而其正立面中央的门厅与柱廊颇具特色。

## 图集
- 德占时期的海滨旅馆
- 第一次日占时期的海滨旅馆
- 海滨旅馆旧址2011年的状态
- 海滨旅馆旧址现况，2019年